# USA Comics
USA Comics (USA è l'acronimo di Underground Secret Agent) è una miniserie a fumetti statunitense degli anni trenta/quaranta, che è stata pubblicata dalla Timely Comics, predecessore della Marvel Comics.

## Personaggi presentati
- Defender fa la sua prima apparizione nel n. 1, creato da Joe Simon e Jack Kirby, poi le avventure di Defender continuano in 3 storie nei n. 2, 3 e 4, disegnati da Charles Nicholas e George Klein. È un personaggio simile a Capitan America e non porta lo scudo, la sua spalla è Rusty, che è un ragazzino come Bucky.
- Whizzer (Tradotto in italiano ufficiale: Trottola) è un signore della velocità (inglese: Master of Speed), fa la sua prima apparizione nel n. 1, creato da Al Avison e Al Gabriele; la storia prosegue per 12 numeri (n. 2, 4, 6, 8, 9, 10, 11, 12, 14, 15, 16, 17).
- Mister Liberty, noto anche come Mr. Liberty, e gli spiriti della libertà (inglese: The Spirits of Freedom) fanno la loro prima apparizione nel n. 1, realizzato da Phil Sturm (testi) e Syd Shores (disegni), che contiene anche un racconto: Haunted Fireplace (italiano: Camino infestato), scritto Arthur Cazeneuve; dal n. 2 è rinominato Major Liberty, creato da Phil Sturm (testi) e Syd Shores (disegni). La storia prosegue nei n. 3 e 4.
- Rockman è un personaggio misterioso che proviene dalle profondità della terra. Fa la sua prima apparizione nel n.1, creato da Basil Wolverton (testi e disegni), intitolato: "Rockman, Underground Secret Agent"; la splash-page non è stata ideata da Basil Wolverton, forse da Charles Nicholas. Le vicende proseguono in altri tre episodi nei n. 2, 3 e 4.
- Young Avenger è un giovane dotato di forza erculea. Fa la sua prima apparizione nel n. 1, firmato da Micheal Robard (pseudonimo Mike Roy) e disegnato da Howard Purcell. La vicenda non prosegue in altri numeri.
- Jack Frost è il re del freddo. Fa la sua prima apparizione nel n. 1, scritto da Stan Lee e disegnato da Charles Nicholas; altre 3 storie compaiono nei numeri 2, 3 e 4, scritti da Stan Lee e disegnati da Frank Giacoia, Mike Sekowsky e Carmine Infantino.
- Captain Terror, noto anche come il Mighty Captain Terror (traduzione italiana non ufficiale: Possente Capitan Terrore), fa la sua prima apparizione nel n. 2, creato da Joe Simon (curato di un'edizione) e disegnato da Al Eadeh e Mike Suchorsky, continua in altre due storie nei n. 3 e 4, disegnati da Mike Suchorsky.
- Vagabond è un combattente solitario contro il crimine; fa la sua prima apparizione nel n. 2, scritto e disegnato da Ed Winiarski (noto anche come Win) e inchiostrato da George Klein, la storia prosegue nei n. 3 e 4, realizzati da Ed Winiarski e George Klein. È un barbone, indossa una giacca con le code sportiva, un cappello a cilindro (schiacciato) e un paio di scarpe nere con ghette bianche, ha il naso finto da pagliaccio con un paio d'occhiali e la barba incolta.
- Powers of the Press si svolge nel n. 3, scritto e disegnato da Ed Winiarski, e non prosegue in altri numeri. È un racconto di giornalismo di 6 pagine, incentrato su un uomo eroico e non su un supereroe dei fumetti.
- Corporal Dix è un eroe della seconda guerra mondiale a fumetti, esordisce nel n. 4. Dal n. 5 è rinominato Sergeant Dix, la storia prosegue nei n. 6, n. 8, n. 9, n.10, n.11, n.12, n.13 e n.14.
- Victory Boys è un gruppo di sei ragazzi coraggiosi, le cui avventure immaginarie si svolgono durante la seconda guerra mondiale: Victor, Maxie, Gus, Hans, Warren e Kurt. Combattono contro i nazisti, fanno la loro prima apparizione nel n. 5, creato da Syd Shores (disegni), Jack Kirby (chine), e la loro vicenda non prosegue in altri numeri. La storia dell'origine continua in Comedy Comics n. 10 e non prosegue in altri numeri.
- Dopo le serie Mystic Comics n. 7 (dicembre 1941), la storia di Black Widow ritorna nel n. 5 (giugno 1942), traduzione italiana non ufficiale: Vedova Nera, è un personaggio dei fumetti Golden Age, realizzato da George Kapitan (testi) a Mike Sekowsky (disegni), e non prosegue in altri numeri.
- Fighting Hobo, Hobo è un personaggio della seconda guerra mondiale, creato da Mike Sekowsky (disegni e chine), e non prosegue in altri numeri.
- Blue Blade è il quarto Moschettiere dotato di una spada blu, fa la sua prima apparizione nel n. 5, creato da Syd Shores (disegni), e la sua vicenda non prosegue in altri numeri.
- Roko the Amazing è un personaggio dotato di grande sapienza, valoroso e invulnerabile, ispirato alla mitologia greca, Menelao. Fa la sua prima apparizione nel n. 5, scritto da Melville Henry e disegnato da Jack Alderman, e la sua vicenda non prosegue in altri numeri.

## Ristampe
(EN)  Marvel Masterworks n. 76: Golden Age Marvel Comics Vol.1 (dal n. 1 al n. 4), pag.280. (ISBN 9780785124788)
(EN)  Marvel Masterworks n. 172: Golden Age Marvel Comics Vol.2 (dal n. 1 al n. 8), pag.280. (ISBN 9780785133650)